# Scyloxes asiatica
Espèce
Scyloxes asiatica est une espèce d'araignées aranéomorphes de la famille des Scytodidae.

## Distribution
Cette espèce est endémique de la province de Khatlon au Tadjikistan,. Elle se rencontre dans les monts Hissar.

## Description
La carapace du mâle holotype mesure 3,45 mm de long sur 2,75 mm et l'abdomen 3,40 mm de long sur 2,50 mm.
Le mâle décrit par Fomichev et Marusik en 2020 mesure 6,7 mm et la femelle 6,5 mm, les femelles mesurent de 6,5 à 7,9 mm.

## Systématique et taxinomie
Cette espèce a été décrite par Dunin en 1992.

## Étymologie
Son nom d'espèce lui a été donné en référence au lieu de sa découverte, l'Asie.

## Publication originale
- Dunin, 1992 : « The spiders family Scytodidae of the USSR fauna. » Trudy Zoologicheskogo Instituta, vol. 226, p. 74-82.